# Whoracle
Whoracle è il terzo album in studio del gruppo musicale svedese In Flames, pubblicato dalla Nuclear Blast il 18 novembre 1997.

## Descrizione
L'album è l'ultimo del gruppo con i chitarristi Johan Larsson e Glenn Ljungström. È anche l'ultimo a figurare Björn Gelotte alla batteria, che dal successivo album Colony prenderà il posto di chitarrista.
I testi sono, come nel precedente The Jester Race, ideati dal cantante degli In Flames Anders Fridén e contestualizzati e scritti in lingua inglese, come per tutti i precedenti album del gruppo, dal chitarrista dei Dark Tranquillity Niklas Sundin, eccetto la cover di Everything Counts, scritta da Martin Lee Gore e originariamente interpretata dal gruppo britannico Depeche Mode.
L'album è stato ripubblicato dalla Nuclear Blast nel 2002 in una versione deluxe contenente una traccia bonus e una serie di contenuti speciali.

## Tracce
Testi di Niklas Sundin e Anders Fridén, musiche di Jesper Strömblad, eccetto dove indicato. Arrangiamenti musicali degli In Flames.
1. Jotun – 3:53 (musica: Björn Gelotte, Strömblad)
2. Food for the Gods – 4:21 (musica: Glenn Ljungström, Gelotte, Strömblad)
3. Gyroscope – 3:26
4. The Hive – 3:00 (musica: Gelotte, Strömblad)
5. Dialogue with the Stars – 4:03 (musica: Gelotte, Strömblad)
6. Jester Script Transfigured – 5:46
7. Morphing into Primal – 3:05 (musica: Gelotte, Ljungström, Fridén, Strömblad)
8. Worlds Within the Margin – 5:06 (musica: Ljungström, Strömblad)
9. Episode 666 – 3:45
10. Everything Counts – 3:17 (Martin Lee Gore) – originariamente interpretata dai Depeche Mode
11. Whoracle – 2:43

Traccia bonus nella riedizione del 2002
1. Clad in Shadows '99 – 2:25 (musica: Ljungström, Strömblad)

## Formazione
Gruppo
- Anders Fridén – voce, percussioni aggiuntive
- Glenn Ljungström – chitarra solista
- Jesper Strömblad – chitarra ritmica, tastiera, percussioni aggiuntive
- Johan Larsson – basso
- Björn Gelotte – batteria, percussioni

Altri musicisti
- Ulrika Netterdahl – voce femminile in Whoracle